# Teglia (Pontremoli)
Teglia è una frazione del comune italiano di Pontremoli, in provincia di Massa e Carrara.

## Monumenti e luoghi d'interesse
La frazione è rilevante per la presenza di due architetture: la chiesa dell'Assunzione di Maria, intorno al quale si sviluppa il borgo, con un campanile romanico che domina l'abitato, e, poco distante dal centro, la Villa Pavesi, un edificio settecentesco caratterizzato da alcuni affreschi di Giovan Battista Natali e di Antonio Contestabili.

## Società

### Tradizioni e folclore
- Santa Maria Assunta
- Madonna dell'Addolorata